# Ernst Anders
Ernst Anders   (Magdeburg, 26 de març de 1845 - Mölln, 1911) va ser un pintor alemany.

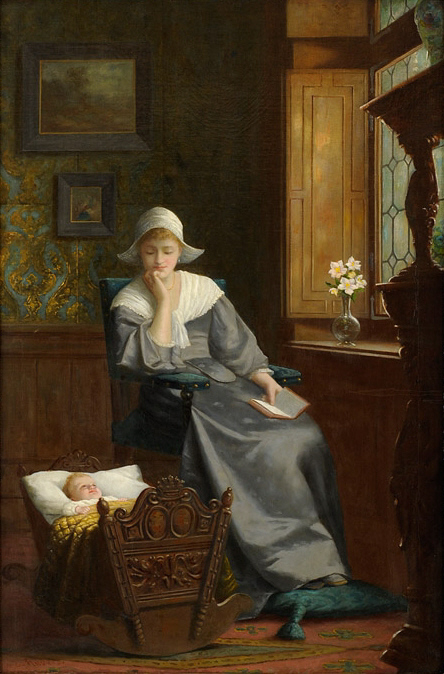
Orgull i alegria de la mare

Va començar la seva formació artística com a alumne particular d’Andreas Müller i, el 1863, es va matricular a la Kunstakademie Düsseldorf, on va estudiar amb Rudolf Wiegmann, Heinrich Mücke, Karl Ferdinand Sohn i Julius Roeting. De 1868 a 1872, va ser estudiant particular de Wilhelm Sohn. La majoria de les seves pintures eren escenes de gènere, però es guanyava la vida fent retrats, inclosos molts dels seus companys artistes.